# Ievgueni Rogov
Ievgueni Aleksandrovitch Rogov (en russe : Евгений Александрович Рогов) est un footballeur puis entraîneur soviétique (russe) né le 8 avril 1929 à Tcheliabinsk et mort à Moscou le 6 juillet 1996.

## Biographie
Il joue au VVS MVO Moscou et au Lokomotiv Moscou.
Il dirige ensuite le Lokomotiv Moscou, la République centrafricaine.
Il officie comme sélectionneur de l'Algérie et qualifie les Fennecs pour la CAN 1988, où ils terminent troisième.
D'anciens internationaux algériens accusent Ievgueni Rogov de les avoir incité à se doper ce qui entraîna de graves problèmes de santé pour eux et pour leurs enfants (nés avec un grand handicap),.

## Palmarès
Lokomotiv Moscou
- Vainqueur de la Coupe d'Union soviétique en 1957.